# Xã Milford, Quận Juniata, Pennsylvania
Xã Milford (tiếng Anh: Milford Township) là một xã thuộc quận Juniata, tiểu bang Pennsylvania, Hoa Kỳ. Năm 2010, dân số của xã này là 2.088 người.